# 정성준
정성준(2000년 3월 1일 ~ )는 대한민국의 축구 선수로 현재 K4리그의 평창 유나이티드에서 공격수로 활약 중이며 대한민국 청소년 대표팀 출신이다.